# Сан-Фьорано
Сан-Фьорано (італ. San Fiorano) — муніципалітет в Італії, у регіоні Ломбардія, провінція Лоді.
Сан-Фьорано розташований на відстані близько 430 км на північний захід від Рима, 55 км на південний схід від Мілана, 27 км на південний схід від Лоді.
Населення — 1845 осіб (2014).
Щорічний фестиваль відбувається 4 травня. Покровитель — святий Флоріан.

## Демографія
Населення за роками:

Станом на 1 січня 2023 року в муніципалітеті офіційно проживало 87 іноземців з 20 країн, серед них 14 громадян країн Євросоюзу та 1 громадянин України.

## Сусідні муніципалітети
- Кодоньо
- Фомбіо
- Малео
- Санто-Стефано-Лодіджано